# 賴成英
賴成英（1931年8月29日—）為台灣電影攝影師及導演，暱稱為「賴桑」。曾與李行導演合作過多部作品，並拿下三座金馬獎最佳攝影獎。為台灣電影重要的攝影師、導演，見證了台灣電影發展史，帶領陳坤厚學習拍攝電影，並找侯孝賢擔任編劇、副導演。2022年獲得第59屆金馬獎「終身成就獎」。

## 生平
賴成英在1931年8月29日出生於台中大里，1950年畢業於臺灣省立臺中第一中學（今臺中市立臺中第一高級中等學校）。高中畢業後，經校長金樹榮介紹，進入農業教育電影公司（簡稱農教，今中影公司前身）學習攝影。
1952年首度參與電影拍攝，擔任《皆大歡喜》（唐紹華導演）攝影師莊國鈞的助理，並陸續擔任《歧路》、《烽火麗人》、《軍中芳草》等片的攝影助理。1955年，黃卓漢來台製作《山地姑娘》（莫康時導演），原先擔任攝影師的莊國鈞因病無法拍攝，進而推薦賴成英擔任攝影師，成為其掌鏡的第一部電影。1956年，在《關山行》（易文導演）中擔任攝影師，首次使用背景放映機。1958年拍攝《長風萬里》（王方曙導演），為台灣第一部黑白寬銀幕電影。同年，農教公司以美援保送賴成英到日本大映公司學習彩色攝影，師承色彩專家本間成幹。在日研習期間，觀摩了島耕二導演的彩色片《細雪》拍攝，也到東京現像所學習彩色片沖洗，並參觀了東映公司卡通影片的製作，及特技攝影大師圓谷英二的藍背景特技攝影。
1959年返台，接連拍攝了《魔窟殺子報》和《音容劫》兩部電影，分別獲得1959年和1960年的新聞局獎勵優良國語片最佳黑白攝影獎。1963年首度與李行導演合作，拍攝《街頭巷尾》，並開始了長期的合作關係。1964年，以《養鴨人家》（李行導演）獲得第三屆金馬獎最佳彩色攝影獎。1966年，以《啞女情深》獲得第十三屆亞洲影展（今亞太影展）最佳攝影獎。1970年，以《群星會》獲得第八屆金馬獎最佳彩色攝影獎。1972年，以《秋決》獲得第十屆金馬獎最佳攝影獎。
賴成英於197年離開中影公司，開始自由接戲，拍攝了李行執導的《海鷗飛處》、《海韻》、《碧雲天》等文藝愛情片，大部分以大眾影業公司的作品為主。1975年，開始擔任導演，首部執導作品為《桃花女鬥周公》，找來侯孝賢擔任編劇及副導演。1976年，賴成英擔任攝影師的最後一部作品，為謝賢導演的《變色的太陽》。其攝影作品總計六十餘部，導演作品近二十部。1983年，賴成英到美國接任世華電視紐約分公司的台長，並於1985年返台，於年代影視事業公司擔任副總經理，負責廣告製作部門，任職至1993年。離開年代公司後，漸淡出影壇。

## 得獎紀錄

### 亞太影展
| 年份 | 頒獎典禮       | 獎項     | 影片         |
| ---- | -------------- | -------- | ------------ |
| 1965 | 第13屆亞洲影展 | 最佳攝影 | 《啞女情深》 |

### 金馬獎
| 年份 | 頒獎典禮     | 獎項             | 影片         |
| ---- | ------------ | ---------------- | ------------ |
| 1965 | 第3屆金馬獎  | 最佳彩色攝影     | 《養鴨人家》 |
| 1970 | 第8屆金馬獎  | 最佳彩色攝影     | 《群星會》   |
| 1972 | 第10屆金馬獎 | 最佳彩色影片攝影 | 《秋決》     |
| 2022 | 第59屆金馬獎 | 終身成就獎       | 不適用       |

## 作品列表

### 攝影
- 1956年《郎心狼心》
- 1956年《關山行》
- 1956年《金姑看羊》
- 1957年《路遙知馬力》
- 1957年《海邊風》
- 1957年《夜盡天明》
- 1957年《萬華白骨事件》
- 1957年《基隆七號房慘案》
- 1957年《梅亭恩仇記》
- 1958年《她們夢醒時》
- 1958年《長風萬里》
- 1959年《魔窟殺子報》
- 1960年《天倫淚》
- 1960年《音容劫》
- 1962《劉秀復國》
- 1963年《三伯英台》
- 1963年《街頭巷尾》
- 1963年《西廂記》
- 1963年《四海一家親》
- 1964年《手銬與犯罪》
- 1964年《養鴨人家》
- 1965年《啞女情深》
- 1965年《婉君表妹》
- 1966年《還我河山》（又名：英雄烈女）
- 1966年《貞節牌坊》
- 1967年《路》
- 1967年《日出、日落》
- 1968年《多少柔情多少淚》
- 1968年《青龍鎮》
- 1968年《玉觀音》
- 1969年《玻璃眼球》
- 1969年《雪娘》
- 1969年《情人的眼淚》
- 1969年《群星會》
- 1970年《高山青》
- 1970年《弱者，你的名字是男人》
- 1970年《喜怒哀樂》
- 1971年《母與女》
- 1971年《愛情一二三》
- 1971年《妙極了》
- 1972年《白屋之戀》
- 1972年《風從哪裡來》
- 1972年《秋決》
- 1973年《大三元》
- 1973年《為君愁》
- 1973年《彩雲飛》
- 1973年《婚姻大事》
- 1973年《心有千千結》
- 1973年《唐山虎》
- 1973年《怒火》
- 1974年《秋燈夜雨》
- 1974年《海韻》
- 1974年《海鷗飛處》
- 1975年《寒夜青燈》
- 1975年《吾土吾民》
- 1976年《碧雲天》
- 1976年《變色的太陽》

### 攝影指導
- 1971年《雙槍王八妹》
- 1977年《我是一片雲》
- 1978年《警告逃妻》

### 導演
- 1975年《桃花女鬥周公》
- 1976年《月下老人》
- 1977年《寒水煙》
- 1977年《愛有明天》
- 1978年《煙波江上》
- 1978年《男孩與女孩的戰爭》
- 1978年《翠湖寒》
- 1979年《悲之秋》
- 1979年《昨日雨瀟瀟》
- 1979年《秋蓮》
- 1980年《雨中鳥》
- 1980年《愛情躲避球》
- 1980年《女兒心》
- 1981年《再會吧東京》
- 1981年《工讀生》
- 1982年《嗨！年輕人》
- 1982年《人頭蛇》
- 1982年《愛的羽毛在飄》